# Gladys Castelvecchi
Gladys Castelvecchi (Rocha, Uruguay, 26 de noviembre de 1922  -  Montevideo, 28 de mayo de 2008) fue una poeta uruguaya y profesora de literatura integrante de la Generación del 45.

## Biografía
Residió en Flores tras casarse con el escritor Mario Arregui. Más tarde volvió a Montevideo donde ejerció durante muchos años la docencia en Enseñanza Secundaria. Durante el período dictatorial fue destituida y encarcelada.
Publicó poemas y artículos de crítica en diversos semanarios y revistas uruguayas, si bien se consagra como poeta en 1965 al publicar el libro "No más que un sueño".

## Obra
| Año  | Título                     | ISBN | Editorial                      | Lugar de publicación |
| ---- | -------------------------- | ---- | ------------------------------ | -------------------- |
| 1965 | No más Cierto que el Sueño |      | Editorial Alfa                 | Montevideo           |
| 1983 | Fe de Remo                 |      | Ediciones de la Banda Oriental | Montevideo           |
| 1984 | Ejercicio de Castellano    |      | Editorial Monteverde           |                      |
| 1985 | Calendarios                |      | Ediciones de la Banda Oriental | Montevideo           |
| 1987 | Animal Variable            |      | Ediciones de la Banda Oriental | Montevideo           |
| 1992 | Claroscuro                 |      | Ediciones de la Banda Oriental | Montevideo           |
| 1994 | Por Costumbre              |      | Ediciones de la Banda Oriental | Montevideo           |
| 2010 | Algunos apuntes            |      | La Propia cartonera            | Montevideo           |